# Кане (готель)
Готе́ль «Номе́ра Кане́» — колишній готель, споруджений у 1874 році в Києві коштом французького підприємця Жана-Батиста Кане у стилі пізнього класицизму. Пам'ятка історії, архітектури та містобудування місцевого значення. Розташована за адресою вулиця Хрещатик, 40/1.

## Історія
Ділянку між вулицями Кадетською (сучасна Богдана Хмельницького), Хрещатиком та Єлизаветинською (сучасна Євгена Чикаленка) у 1840-х роках займав великий маєток з єдиним двоповерховим будиночком, котрий знаходився на розі вулиці Кадетської та Хрещатика. Нижній поверх будиночку був збудований з каменю, верхній — з дерева.
У 1868 році його придбали двоє французьких підприємців — Август (Огюст) Бергоньє та Жан-Батист Кане (у деяких документах він згадується як «Іван Батист Кане»). 1872 року підприємці вирішили розійтися: Бергонье став власником ділянки при вулиці Єлизаветинській, де збудував цирк, пізніше переобладнаний під театр, а Кане отримав ділянку поблизу Хрещатика. Старий будиночок було знесено і на ділянці у 1873—1874 роках, за проєктом київського архітектора, пізніше академіка архітектури Володимира Ніколаєва та коштом Жана-Батиста Кане споруджено триповерховий будинок у стилі пізнього класицизму. Окрім двох корпусів, що виходили фасадами на Хрещатик та вулицю Фундуклеївську, П-подібний будинок мав ще один корпус у глибині кварталу.
Нижній поверх будинку був призначений для торговельних приміщень. Одне з приміщень займало представництво всесвітньо відомого виробника швейних машинок — американської фірми «Зінгер». На двох верхніх поверхах містився недорогий готель «Номера Кане» («номери» або «мебльовані кімнати» — попередники сучасних гостелів). Номери готелю, у різний час, займали 60-68 приміщень зі змішаним плануванням (коридорне та блочне), розташованих на двох верхніх поверхах та мансарді. Завдяки дешевизні проживання (одна кімната коштувала 30–40 копійок) та зручного його розташування небагаті постояльці готелю мешкали тут роками.
У різні роки тут мешкали відомі особи — український та російський художник, автор розписів у Кирилівській церкві та Володимирському соборі Києва Михайло Врубель, зупинявся на час гастролей визначний український актор Панас Саксаганський, майбутній гетьман Української Держави Павло Скоропадський, український письменник Іван Карпенко-Карий та український радянський поет Максим Рильський.
У 1883 році колишній будинок Кане перейшов у власність сестер-італійок Маріетти Леопарді та Терези Маффіоле. Пізніше Маріетта померла, і Тереза залишилася єдиною власницею будівлі. Після зміни власників будівлі готель не змінив своє назви. Найімовірніше, те що нові власники не мали необхідності у ребрендингу, оскільки, за стан готелю відповідали тепер підприємці-орендарі, зокрема, у 1913 році таким орендарем був поляк Йосиф Трачевський. У 1917 році будинок у Терези Маффіоле перекупив підприємець Абрам Кельбер.
Назва готелю «Номера Кане» зберігалася ще у період непу і майже до кінця 1920-х років готель знаходився у приватній власності, доки його не приєднали до комунального готелю «Нова Росія», що розташовувався у сусідньому будинку при вулиці Леніна, 3. Тоді нижній поверх будівлі займав один з чисельних радянських робітничих кооперативних продовольчих магазинів — «Київський центральний Соврабкооп».
Перед початком Другої світової війни магазин мав статус гастронома-універмагу. Будівля є однією із небагатьох на Хрещатика, що вціліли під час Другої світової війни і по завершенню реконструкції Хрещатика будинок отримав свій сучасний № 40/1.
У 1980-х роках київська влада вирішила провести реконструювати останній квартал Хрещатика. Наприкінці 1982 року було проведено закритий конкурс проєктів нового комплексного рішення кварталу. Переміг проєкт групи авторів з київського художнього інституту, яку очолили Наталія Чмутина та Ігор Шпара, яким передбачалося повне збереження історичних будівель. Повною протилежністю став проєкт групи архітекторів 6-ї архітектурної майстерні Київпроекту під керівництвом головного інженера проєктів Яноша Віга, який отримав заохочувальну премію. Цим проєктом передбачалося знесення історичного кварталу і відповідно повністю нове будівництво, при чому виключення робилося лише для драматичного театру ім. Лесі Українки. Таким чином конкурс 1982 року не призвів до реконструкції.
Це питання залишилося на порядку денному та згодом пройшов ще один конкурс, за рішенням якого 1987 року визначилася концепція перетворення. Найбільшої підтримки отримала пропозиція Київпроєкту. Групою архітекторів керував Янош Віг і їхнім проєктом передбачалося вже часткове збереження старих фасадів, хоча від тих фасадів вже нічого й не залишилося. Хоча й було прийняте рішення щодо знесення будівлі Центрального гастроному.
Вже за часів незалежної України, у 1994 році, прибутковий будинок був визнаний пам'яткою архітектури та у відповідністю з рішенням КМДА № 1463 від 15.07.1998 року та наказу Міністерства культури і туризму України від 13.07.2009 року № 521/0/16-09, внесений до Державного реєстру нерухомих пам'яток України як пам'ятка історії, архітектури та містобудування місцевого значення — готель «Кане» та отримав охоронний № 350-м.
У 2000-х роках Центральний гастроном закрили та завісили величезним банером. 2007 року ТзОВ «АБ Інвестиції і розвиток» виступило замовником будівництва 10-поверхового торгово-офісного комплексу в рамках реставрації Центрального гастроному за проєктом архітектурного бюро "ТАМ «Микола Дьомін»".
20 червня 2017 року спалахнула велика пожежа на даху будівлі, у результаті якої згоріли будівельні матеріали, перегородки та перекриття між другим і третім поверхами та дах будівлі. Власника будівлі колишнього Центрального гастроному на Хрещатику зобов'язали власним коштом відновити історичну пам'ятку.
Тож власник будівлі планує провести його реставрацію, проєкт якої запропоновано винести на громадське обговорення, але попередньо заплановано, що після реставрації в будівлі відкриють готель.
Восени 2019 року КМДА відмовила в реставрації Центрального гастроному. Проєктом передбачалось зберегти триповерхову висотність будинку. У січні 2020 року Департамент містобудування та архітектури КМДА надав містобудівні умови і обмеження для проєктування реконструкції Центрального гастроному на Хрещатику. Згідно з дозволом від 1 листопада 2019 року, після реконструкції висота частини будівлі колишнього Центрального гастроному на розі Хрещатика і Богдана Хмельницького складе до 27 м (приблизна висота дев'ятиповерхового будинку). Згідно з проєктом, перший поверх будівлі буде технічним, дев'ять поверхів займуть торгово-офісні приміщення. Крім того, проєкт передбачає відкриту автостоянку на 160 машиномісць.